# 疏花绣线梅
疏花绣线梅（学名：Neillia sparsiflora）为蔷薇科绣线梅属下的一个种。

## 扩展阅读
- 維基物種上的相關：疏花绣线梅